# Jeanne Kosnick-Kloss
Jeanne Kosnick-Kloss (auch: Hannah Kosnick-Kloss oder Kosnik-Kloss, Jeanne Freundlich, Hannah Freundlich; * 3. März 1892 oder 13. März 1892 in Glogau; † 23. April 1966 in Paris) war eine deutsch-französische Malerin, Bildhauerin, Teppichwirkerin und Sängerin. Sie war Mitglied in der Künstlergruppe Abstraction-Création und stellte ihre Arbeiten in verschiedenen Galerien und Gruppenausstellungen aus. Seit 1930 war sie die Lebensgefährtin des Malers Otto Freundlich, mit dem sie auch im gemeinsamen Atelier arbeitete.

## Leben
Johanna (Hannah) Kloss wurde 1892 im schlesischen Glogau geboren. Ihr Vater war Jurist und stammte aus Schlesien, die Mutter aus dem Rheinland. Die Schule besuchte sie u. a. in Köln. In den Jahren 1908/09 folgte ein mehrmonatiger Aufenthalt in Genf; von 1909 bis 1912 leistete sie Dienst als Hilfskrankenschwester in Danzig und nahm ab 1912 ein Gesangsstudium in Berlin auf, unterbrochen von einem Dienst als Militärschwester in 1914/15.
In Berlin heiratete sie 1920 den Pianisten und Schriftsteller Heinrich Kosnick, ihren ehemaligen Klavierlehrer. Auf Einladung von Walter Gropius und Wassily Kandinsky gab das Ehepaar 1923 ein „avantgardistisches Konzert“ am Weimarer Bauhaus, wo sie auch Bekanntschaft mit Paul Klee und Lyonel Feininger machten. Das Paar zog nach Saint-Jean-Cap-Ferrat in Südfrankreich, wo Kosnick-Kloss zu malen begann. Ab 1926 entstanden zahlreiche Arbeiten in Öl, Pastell, Aquarell und Gouache, die 1927 erstmals in der Galerie Billiet, danach auch in Berlin und Danzig ausgestellt wurden.
Von Heinrich Kosnick trennte sie sich 1929 und zog nach Paris; das Paar blieb jedoch verheiratet (eine biographische Darstellung geht davon aus, dass Heinrich Kosnick die Scheidung verweigerte, um eine Eheschließung mit dem Juden Otto Freundlich zu verhindern). Ihr Vorname Hannah wurde in Frankreich zu Jeanne. 1930 lernte sie ihren späteren Lebensgefährten Otto Freundlich kennen; gemeinsam arbeiten die beiden an Mosaiken, Skulpturen und Tapisserien und betrieben ab 1934 unter der Firmierung „Le Mur“ in ihrem gemeinsamen Atelier in der Rue Henry Barbusse in Paris eine kleine Kunstschule. Hier wurde die Künstlerin auch zur Mentorin des jungen Gaston Chaissac, mit dem sie bis zu seinem Tod korrespondierte. 1933 bis 1934 war Kosnick-Kloss Mitglied der Künstlergruppe Abstraction-Création, außerdem zusammen mit Freundlich Mitglied in der Association des Écrivains et Artistes Révolutionnaires. Ihre Arbeiten wurden 1939 in der Vorläuferausstellung des Salon des Réalités Nouvelles in der Galerie Charpentier ausgestellt.
Seit Beginn des Zweiten Weltkriegs 1939 galt Otto Freundlich in Frankreich als „feindlicher Ausländer“ und wurde in verschiedenen Lagern interniert. Im März 1940 kam er kurz frei, und das Paar traf in Paris wieder zusammen, bevor Freundlich nach einem weiteren Lageraufenthalt schließlich in Saint-Paul-de-Fenouillet in den Pyrenäen Zuflucht fand, wo Kosnick-Kloss im September 1940 zu ihm stieß. Versuche, in die Vereinigten Staaten zu gelangen, schlugen fehl. Seit Anfang 1943 kam das Paar in Saint-Martin-de-Fenouille bei Bauern unter. Unter extrem eingeschränkten Lebensbedingungen waren beide weiterhin künstlerisch tätig. Als Freundlich im Februar 1943 denunziert wurde und daraufhin in Gurs interniert war, übereignete er für den Fall seines Todes alle seine Arbeiten im Pariser Atelier an seine Lebensgefährtin. Anfang März wurde er im Konzentrationslager Lublin-Maidanek ermordet.
Nach Freundlichs Tod kehrte Jeanne Kosnick-Kloss „mit dem ersten amerikanischen Zug“ 1944 nach Paris zurück, wo das gemeinsame Atelier und alle Arbeiten „wie durch ein Wunder“ – allerdings auch durch finanzielle Unterstützung von Pablo Picasso – Krieg und Besatzung unbeschadet überstanden hatte. Sie betreute nun den künstlerischen Nachlass von Freundlich, auch fertigte sie Teppiche oder Mosaiken nach Vorbildern und Motiven ihres verstorbenen Lebensgefährten. Schon 1945 stellte sie wieder aus und nahm 1956 erneut am Salon des Réalités Nouvelles teil, lebte jedoch in materiell schwierigen Verhältnissen, zumal sie aufgrund ihrer Beziehung zu Otto Freundlich auch nicht vom Erbe ihrer Eltern profitieren konnte.
Zusammen mit Hans Arp und Sonia Delaunay gründete sie 1957 die Association des amis d'Otto Freundlich (dt.: Gesellschaft der Freunde Otto Freundlichs), die sich mit der Verwaltung des Nachlasses von Otto Freundlich befasste und darüber hinaus junge, talentierte Künstler ohne Ansehen von „Rasse, Klasse, Religion oder Nationalität“ fördern sollte.

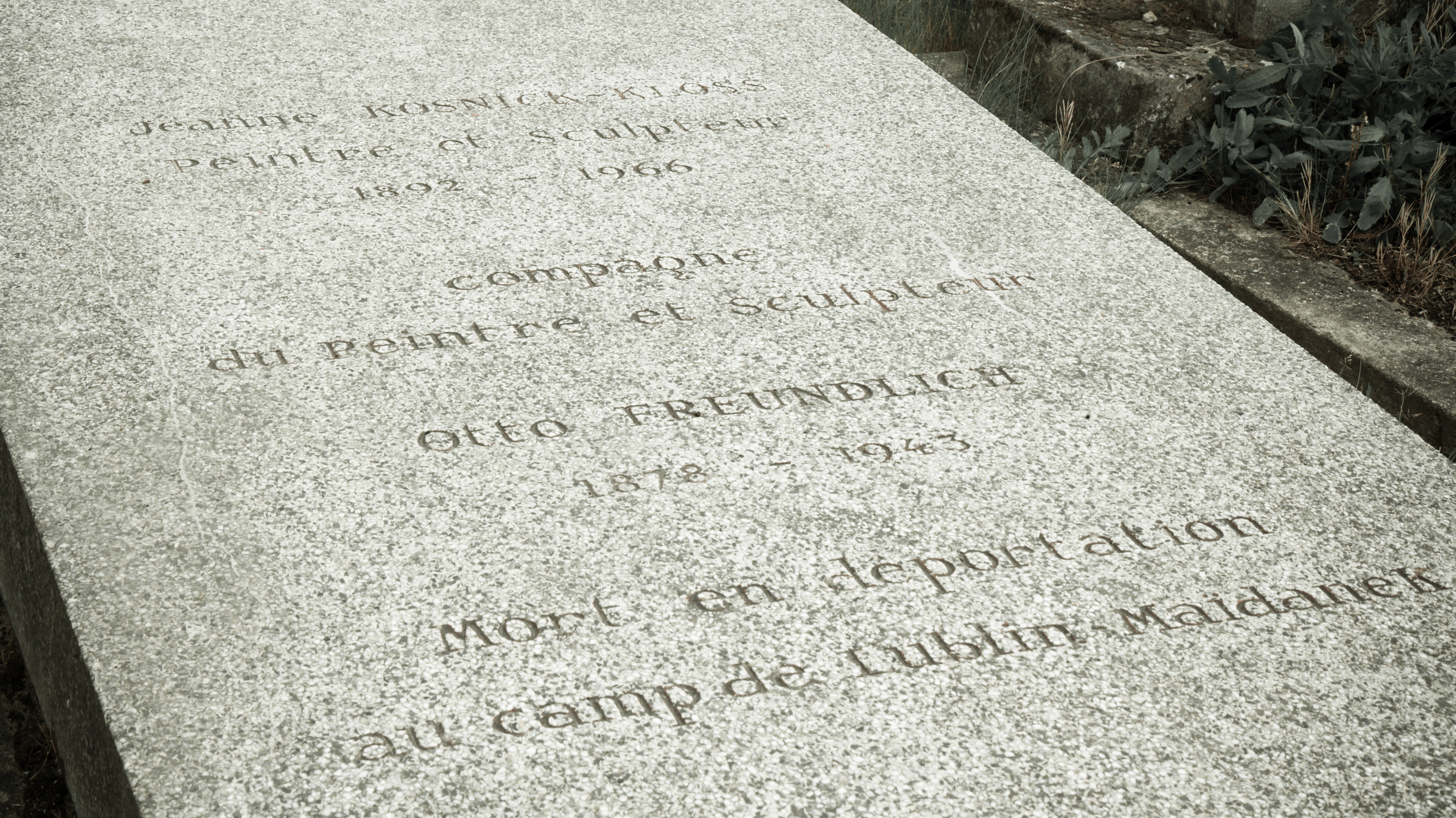
Grabstätte auf dem Friedhof von Auvers-sur-Oise

1948 erhielt Jeanne Kosnick-Kloss die französische Staatsbürgerschaft. Nachdem sie schließlich doch noch von Heinrich Kosnick geschieden worden war, wurde 1958 ihre langjährige Beziehung mit Otto Freundlich anerkannt und sie durfte offiziell seinen Nachnamen tragen. Kosnick-Kloss starb 1966 in Paris und ist auf dem Friedhof in Auvers-sur-Oise beigesetzt, wo auch der Name Otto Freundlichs mit auf der Grabplatte steht.
Nach ihrem Tod wurde die Gesellschaft umbenannt in Association des amis de Jeanne et Otto Freundlich, also „Freunde Jeanne und Otto Freundlichs“; Vorsitzender war lange Zeit der Galerist René Drouin. Die im Atelier verbliebenen Werke Otto Freundlichs gingen als Schenkung an das Musée Tavet-Delacour in Pontoise, der schriftliche Nachlass der Association wird seit 2004 vom Institut mémoires de l’édition contemporaine (IMEC) aufbewahrt. Der die Künstlerin betreffende Unterbestand des Nachlasses umfasst 18 Kartons und ist (Stand 2008) noch weitestgehend unerschlossen.

## Arbeiten
Hannah Kosnick-Kloss' erste Arbeiten aus Mitte der zwanziger Jahre waren sowohl gegenständlich als auch abstrakt. Motive waren phantastische Landschaften oder Gestalten, die die Kuratorin Edda Maillet in Verbindung mit Art brut bringt. Ihr Lebensgefährte Otto Freundlich wurde auch zu ihrem primären künstlerischen Mentor, so dass sein Einfluss auf ihre Arbeiten der stärkste war. Einflüssen anderer Gruppen und Künstler, etwa Abstraction-Création oder Sonia und Robert Delaunay habe sie sich laut Kunsthistoriker und Kurator Bernhard Holeczek eher entzogen. Als verbindendes Merkmal der Arbeiten des Künstlerpaars könne die Musik „als reinste Form künstlerischer Abstraktheit“ angesehen werden, denn auch Otto Freundlich hatte sich mit Musiktheorie auseinandergesetzt.
Seit 1933 beschäftigte sich Kosnick-Kloss auch mit der Bildhauerei; zwei Reliefs wurden in der Gruppenausstellung von Abstraction-Création gezeigt. Sie arbeitete jedoch auch mit anderen Techniken und Materialien, etwa Textilien (Tapisserien) und Mosaiken. Holeczek sieht in ihren Nachkriegsarbeiten, vor allem bei den Skulpturen und Reliefs, ihre künstlerische Eigenständigkeit.

## Ausstellungsbeteiligungen (Auswahl)
- Salon des Artistes Indépendants, Paris 1928, 1929, 1930, 1933, 1934, 1935, 1937, 1940[18]
- Münchener Neue Secession, München 1929[18]
- Abstraction-Création, 1932, 1933, 1934[18]
- Galerie Peggy Guggenheim Jeune, London 1938[18]
- Tentoonstellinq Abstrakte Kunst, Amsterdam, Stedelijk Museum, 2. bis 24. April 1938[19][20]
- Salon des Réalités Nouvelles, Galerie Charpentier, Paris 1939[21]
- Du Figuratif à l'Abstraction, Musée d’Art Moderne, São Paulo, 1949[18]
- Ausgewanderte Maler, Museum Schloss Morsbroich, Leverkusen, 1955[18]
- Salon des Réalités Nouvelles, Paris, von 1946 zu 1956[9], und 1966 (Tribut).
- Foyer des Theaters der Freien Volksbühne Berlin, 1958[18]
- Exposition de vingt-deux oeuvres de Otto Freundlich et treize oeuvres de Jeanne Kosnick-Kloss, Musée Tavet-Delacour, Pontoise, Mai 1969[22]
- Gebaute Bilder. Werke aus der Sammlung Hupertz, Ernst-Barlach-Haus, Hamburg 2013[23]
- Abstraction, création 1931–1936. LWL-Museum für Kunst und Kultur, Münster, 2. April 1978 bis 4. Juni 1978 sowie Musée d’Art Moderne de la Ville de Paris, Juni 1978 bis September 1978[24]
- Otto Freundlich et ses amis, Musée Tavet-Delacour, Pontoise, 1993[18]

## Werke in Sammlungen öffentlicher Museen
- Composition 6, 1938, Museu Coleção Berardo, Lissabon
- Composition, 1934, Musée de Pontoise, Pontoise